# Jerotej Kovačević
Jerotej Kovačević, cyrilicí Јеротеј Ковачевић (11. června 1809 nebo 1815 Šibenik – 26. září 1891 klášter Krka), byl rakouský pravoslavný duchovní a politik srbské národnosti z Dalmácie, v 60. letech 19. století poslanec rakouské Říšské rady.

## Biografie
V době svého působení v parlamentu je uváděn jako Geroteo Kovačević, archimandrita v Sankt Angelo.
Počátkem 60. let se s obnovou ústavního systému vlády zapojil do vysoké politiky. V zemských volbách roku 1864 byl zvolen na Dalmatský zemský sněm. Zemským poslancem byl v letech 1864–1876. Zastupoval zde Národní stranu, později Srbskou stranu. Působil také coby poslanec Říšské rady (celostátního parlamentu Rakouského císařství), kam ho delegoval Dalmatský zemský sněm roku 1864 (Říšská rada tehdy ještě byla volena nepřímo, coby sbor delegátů zemských sněmů). 12. listopadu 1864 složil slib.